# Bugarchtitsa
Bugarchtitsa est une chanson folklorique épique parmi les Serbes et les Croates de Dalmatie, qui a traversé ces terres depuis le deuxième État bulgare. Les chansons ont une taille allant jusqu'à 15 - 16 syllabes, sans ou avec un refrain. La première bugarchtitsa a été enregistrée en 1497 par le poète de la cour napolitaine Rogeri de Pacienzia et a été jouée pour la reine Isabelle des Baux. La chanson raconte l'histoire de l'emprisonnement de Jean Hunyadi dans la forteresse de Smederevo,. Le personnage le plus courant dans ces chansons est Roi Marko.
Bugarchtitsa est un folklore très spécifique. Le mode de diffusion de ces chansons folkloriques coïncide avec le précédent itinéraire de diffusion de l'Alphabet glagolitique. Les dernières chansons folkloriques de ce type ont été enregistrées au milieu du XVIIIe siècle.
Le plus grand chercheur de cet art populaire est Valtazar Bogišić.

## Littérature
- Chansons folkloriques des anciennes terres principalement côtières, en serbe